# Iglasti gozd
Iglasti gozd (ljudsko tudi črni gozd) je gozdno zemljišče, na katerem je več kot 75 % dreves iglavcev.

## Živali v iglastem gozdu
Iglavci so pred rastlinojedimi živalmi večinoma mnogo bolj zavarovani kot listavci. Imajo trde liste ter pogosto vsebujejo smolo, ki z jedkostjo odžene številne rastlinojedce. Lepljiva smola se cedi iz poškodovanih delov iglavcev in prepreči vdor škodljivih žuželk, ki se ujamejo vanjo kot v lepilo. Številnih živali to sploh ne moti in se vse življenje hranijo z iglavci. Med najbolj pogostimi so ličinke rastlinskih os. Te črvaste ličinke vrtajo valjaste rove globoko v les in se hranijo z glivicami, ki se razvijejo na stenah teh rovov. V iglastih gozdovih so doma tudi nekatere največje vrste detlov na svetu, ki s kljunom klešejo v les in pridejo do ličink. Z ličinkami rastlinskih os se hranijo tudi najezdniki, ki z dolgo leglico vrtajo v les in odlagajo jajčeca na ličinke, ki jih najbrž odkrijejo s pomočjo vonjav ali vibracij. Z iglicami se hranijo tudi divji petelini in severnoameriški ježevci, ki pojedo ogromno iglic, najpomembnejši listojedci v iglastih gozdovih pa so gosenice nočnih metuljev. Število njihovih vrst v iglastih gozdovih je sicer majhno, vendar lahko povzročijo veliko škodo. To še posebej velja za navadnega gobarja in druge vrste, ki jih je človek nehote zanesel v različne dele drevesa.

### Izogibanje plenilcem
Iglavci nimajo pravih cvetov in plodov, a vseeno rodijo semena. Bogata letina je dragocen vir zimske energije za številne ptice in male sesalce. Živali v iglastem gozdu so razvile različne načine pobiranja semen, še preden jih drevesa raztrosijo po gozdnih tleh. Veverice se lotijo mehkega, še nezrelega storža. Detli radi pobirajo odpadle storže. V primerjavi s semeni je lubje manj kakovostna hrana, vendar je pozimi nujno potrebno za preživetje nekaterih vrst.
Živi svet v severnih iglastih gozdovih mora biti sposoben preživeti dolge in izjemno mrzle zime. Volkovi in druge živali, ki zime ne prespijo, porabijo za kljubovanje mrazu veliko energije in se morajo redno hraniti. Večina živali, ki se hrani predvsem z iglavci, ima posebne fizološke in vedenjske prilagoditve, ki jim omogočajo izkoriščati te težko dosegljive in slabo prebavljive vire hrane.

### Beg pred lakoto
Zaloge hrane v severnih iglastih gozdovih so odvisne od vremena in od številčnosti živali. V zimah, ki sledijo hladnim poletjem, večimoma primankuje semen in plodov, zato grozi lakota predvsem semenojedim in plodojedim pticam. Da ptice ne bi stradale, odletijo na jug in v valovih vdirajo na območja, ki so do 1500 km južneje od meja njihovih običajnih bivališč. Tako se zimskemu pomankanju hrane izgogibajo predvsem krivokljuni, pegami in sinice, pogosto pa tudi krekovti in številne druge semenojede vrste iz družine vranov.

### Velikost populacij
V servenih iglastih gozdovih živi razmeroma malo živalskih vrst, zato je raven populacije plenilcev močno odvisna od številčnosti njihovega najpomebnejšega plena. V ugodnih razmerah lahko bujna rast dreves sproži populacijsko eksplozijo malih sesalcev, posledica tega pa je naraščanje populacij plenilcev, ki se hranijo z njimi. Ko rastlinojede živali izčrpajo zaloge hrane, začne njihovo število upadati, zaradi česar se začnejo zmanjševati tudi populacije plenilcev. Populacijska nihanja se dogajajo v precej pravilnem zaporedju. O čem pričajo tudi zapiski severnoameriških lovcev, ki so več kot 100 let beležili ulov in prodajo krzen.

## Deževni gozd zmernega pasu
Največji deževni gozdovi zmernega pasu so na ameriškem severozahodu, drevesa v njih pa so skoraj izključno iglavci. Nekatera drevesa so visoka več kot 75m in stara več kot 500let. Ti iglasti gozdovi se močno razlikujejo od drugih iglastih gozdov. V podrasti rastejo predvsem praproti, površino tal pa prekrivajo z vodo preprojeni mahovi. Kvišku se vspenjajo tesno skupaj rastoča debla, nekatera s premerom več kot 3 m, nad krošnjami pa so vse leto deževni oblaki.
Deževni gozd zmernega pasu je bivališče številnih živali iz iglastih gozdov vsega sveta, zaradi posebni razmer pa se vseeno razlikuje od drugih gozdov zmernega pasu. Zmerne temperature in vlažnost ustrezajoi polžem lazarjem in močeradom, ogromne količine podrtega drevja pa so primerno okolje za žuželke, ki se hranijo z mrtvim lesom. V neokrnjenih gozdovih je veliko sesalcev, pa tudi sov in drugih ptic, ki gnezdijo v velikih starih drevesih. Zaradi velikega povpraševanja po lesu iglavcev je tudi v zmernem pasu vse manj nedotaknjenih deževnih gozdov.